# Montuosa caura
Montuosa caura là một loài ruồi trong họ Tachinidae.